# Jeff Young (rugby à XV)
Pour les articles homonymes, voir Jeff Young et Young.
Pas d'image ? Cliquez ici

a Compétitions nationales et continentales officielles uniquement.

b Matchs officiels uniquement.
Jeffrey Young dit Jeff Young, né le 16 septembre 1942 à Blaengarwet mort le 3 octobre 2005 à Harrogate, est un joueur de rugby à XV gallois évoluant au poste de talonneur. Il connaît 23 sélections avec l'équipe du pays de Galles de rugby à XV et remporte notamment le Tournoi des Cinq Nations 1971 en réalisant le Grand Chelem.

## Carrière
Il honore sa première sélection en 1968 ; il ne quitte plus l'équipe type jusqu'en 1973. International gallois, il est également sélectionné par les Lions britanniques à l'occasion d'une tournée en Afrique du sud en 1968. En club, il joue pour Harrogate, Bridgend RFC et les London Welsh.
Il meurt de la maladie d'Alzheimer en 2005.

## Palmarès
- Grand Chelem dans le Tournoi des Cinq Nations 1971
- Victoires dans les Tournois des Cinq Nations 1969, 1970, 1973

## Statistiques en équipe nationale
- 23 sélections
- Sélections par année : 3 en 1969, 4 en 1969, 3 en 1970, 4 en 1971, 4 en 1972, 5 en 1973
- Tournois des Cinq Nations disputés : 1968, 1969, 1970, 1971, 1972, 1973